# Digoxine
Digoxine is een hartglycoside dat uit de bladeren van het vingerhoedskruid (Digitalis purpurea) wordt geëxtraheerd. De stof heeft een sterk fysiologische activiteit. In 1785 werd door William Withering het klinische effect van digitalisextract op het hart beschreven. In Nederland wordt digoxine door Aspen Pharma op de markt gebracht onder de merknaam Lanoxin. Het is een geneesmiddel dat alleen op doktersrecept bij de apotheek verkrijgbaar is.

## Eigenschappen
Digoxine vergroot de contractiekracht van het hart (positief-inotroop) en verlaagt de hartfrequentie (negatief-chronotroop). Daarnaast vertraagt het de geleiding over de AV-knoop (negatief-dromotroop).
Digoxine blokkeert de natrium-kalium pomp in de cellen van de hartspier. Door het veranderde evenwicht tussen natrium en kalium over het celmembraan ontstaat er een verhoogde concentratie aan calcium in de cellen van de hartspier waardoor de contractiekracht van het hart toeneemt. Via het remmen van de natrium-kaliumpomp in het autonome zenuwstelsel neemt de impulsgeleiding over de AV-knoop af waardoor de hartfrequentie daalt.
De werkzaamheid (en giftigheid) van digoxine worden beïnvloed door de kaliumconcentratie in het lichaam. De werkzaamheid van digoxine is verhoogd bij een lage kaliumspiegel, terwijl een hoge kaliumspiegel (hyperkaliëmie) een tegengesteld effect heeft. Voorzichtigheid is dan ook geboden wanneer digoxine wordt gecombineerd met geneesmiddelen die de kaliumspiegel verlagen, zoals sommige diuretica.
Digoxine heeft een smalle therapeutische breedte. Dat wil zeggen dat de werkzame dosering dicht bij de maximaal veilige dosering ligt. De dosering van digoxine moet dan ook individueel worden ingesteld, en kan eventueel langzaam worden opgebouwd. Dit noemt men digitaliseren. De halveringstijd in het lichaam is vrij lang, meer dan een etmaal.

## Indicaties
Het remmen van de impulsgeleiding door de AV-knoop maakt digoxine geschikt voor therapie bij sommige vormen van hartritmestoornissen, de meest voorkomende indicatie is boezemfibrilleren. De gebruikelijke dosering ligt in het algemeen tussen 0,0625 mg en 0,25 mg per dag. Hierbij dient rekening te worden gehouden met onder andere de nierfunctie en leeftijd van de patiënt. Bij bejaarde patiënten is 0,25 mg al gauw te veel, ook bij patiënten met een nierfunctiestoornis dient de dosering laag te worden gekozen. Omdat de frequentie met sommige andere, modernere middelen zoals bètablokkers of calciumantagonisten vaak beter kan worden ingesteld dan met digoxine wordt digoxine bij boezemfibrilleren als monotherapie steeds minder gebruikt. Een probleem met digoxine is dat ook als de frequentie in rust adequaat is, de patiënt bij geringe inspanning toch vaak weer een veel te snelle hartslag krijgt.
Digoxine wordt soms nog wel toegepast bij chronisch hartfalen.
In Nederland gebruikten in 2013 circa 100.000 hartpatiënten Digoxine. Tien jaar later was dit aantal gedaald tot circa 70.000.

## Trivia
- Overlijdens waarvan men vermeende dat ze door vergiftigingen met digoxine werden veroorzaakt, speelden een belangrijke rol in de zaak-Lucia de Berk.